# 버진 아메리카
버진 아메리카 항공(영어: Virgin America, Inc)은 2007년 8월에 영업을 시작한 미국의 저비용 항공사로, 모회사는 버진 그룹이다. 2018년에 알래스카 항공에 합병됨에 따라 영업을 종료하였다.

## 역사
2004년 리처드 브랜슨이 이끈 버진 그룹은 2005년부터 버진 USA(영어: Virgin USA)란 명칭으로 미국 국내선을 운항하는 항공사 운항 시킨다고 발표했다. 사내에서 검토한 결과 캘리포니아주에 소재를 선정해 본사와 같이 두었다. 동시에 회사명을 현재의 사명으로 변경했다. 하지만 다양한 어려움이 회사 가로막는 형태가 되었다. 이미 미국의 항공 산업은 많은 회사가 참여하고 있기 때문에 시장이 성숙하고 참가하는 것이 곤란하다고 투자자가 판단해 취항은 당초 2005년 계획했다 2006년 연기 되었다.
2005년 말 회사는 자금을 확보한에서 미국 교통부에 비행에 관한 증명의 발급을 신청했다. 하지만 회사의 취항에 대한 반대 의견듯한 토론이 많이 일어난다. 반대 활동을 한 것은 승무원 조합 연락 회의와 휴스턴에 본사를 둔 콘티넨탈 항공으로 이들이 반대하는 것은 미국 자본이 아닌 외국계 기업에 의해 운영되는 데 따른 것이었다. 그뿐만 아니라 캘리포니아주와 뉴욕주 상원 의원 시의회 의원 일부도 이에 동조 것 하는 것이 있고 대상 신청은 2006년 12월 마침내 거부하는 사태가 되었다. 이에 따라 버진 그룹은 재구성으로 움직였는데 이유는 외자의 영향력을 약하게 했기 때문이다. 한편 이사회는 8명에서 편성되었지만 그 중 모회사의 버진 그룹에서 이송되는 디렉터는 2개의 이름으로 주식 보유 현황 분산도 도모했다. 또한 버진 그룹 창업자인 리처드 브랜슨은 버진 브랜드를 회사명에서 제거 준비가 있다고 전했다.
이러한 재구성은 2007년 3월 임시로 비행 허가가 교통부에서 주어졌다. 하지만 완전한 것이 아니라 완전한 권한은 교통부가 지적한 몇 가지 조건을 깰필요가 있었다. 그 조건은 회사의 CEO로 프레드 최고의 이동 등 포함되어 있었다. 이것에 대해서 버진 측은 완강하게 저항했지만 결국 그를 비행 허가 발급 후 6개월 동안 CEO 다음 3개월 동안 고문하는 것만 허용되었다. 2007년 12월 후임 CEO인 데이비드 캇슈이 부임하고 있다.
이러한 우여곡절 끝에 2007년 7월부터 티켓 판매를 시작해 같은 해 8월에 존 F. 케네디 국제공항발 샌프란시스코 국제공항과 로스앤젤레스 국제공항 국내선 취항을 시작했다. 당초 계획에서 2년 지연됐지만 첫 분기에서 3500만 달러의 손실을 냈다. 2010년 캐나다 토론토에 국제선을 취항시켰고 그리고 2011년 멕시코 캉쿤, 로스카보스에 취항 하면서 미국 및 근거리 국제선을 운항하는 항공사로 성장하게 되었다.

## 운항 노선
- 2018년 4월 24일 알래스카 항공과의 합병 전까지 버진 아메리카는 다음과 같은 노선을 운항하고 있다.

### 코드쉐어 협정
- 2018년 4월 24일 알래스카 항공과의 합병 전까지 버진 아메리카는 다음과 같은 노선을 운항하고 있다.[1][2]

| - 버진 오스트레일리아 - 싱가포르 항공 (스타 얼라이언스) - 알래스카 항공 | - 중국남방항공 (스카이팀) - 중국동방항공 (스카이팀) - 중화항공 (스카이팀) - 하와이안 항공 |  |

## 보유 기종
- 2018년 4월 24일 알래스카 항공과의 합병 전까지 버진 아메리카는 다음과 같은 기종을 보유하고 있으며 평균 기령은 3.2년이다.[3][4][5]

## 좌석
버진 아메리카는 저비용 항공사의 정책에 맞게 좌석은 이코노미와 퍼스트 클래스의 2 종류를 운영하고 있다. 미국 국내선에서 이례적인 시간대에 따라서 객실 조명색이 바뀌는 시스템을 채용했다. 이것에 대해 2007년 12월 27일의 USA 투데이에 게재된 기사에 의하면 대륙을 횡단하는 승객이나 승무원의 컨디션 개선에 도움이 된다고 한다.

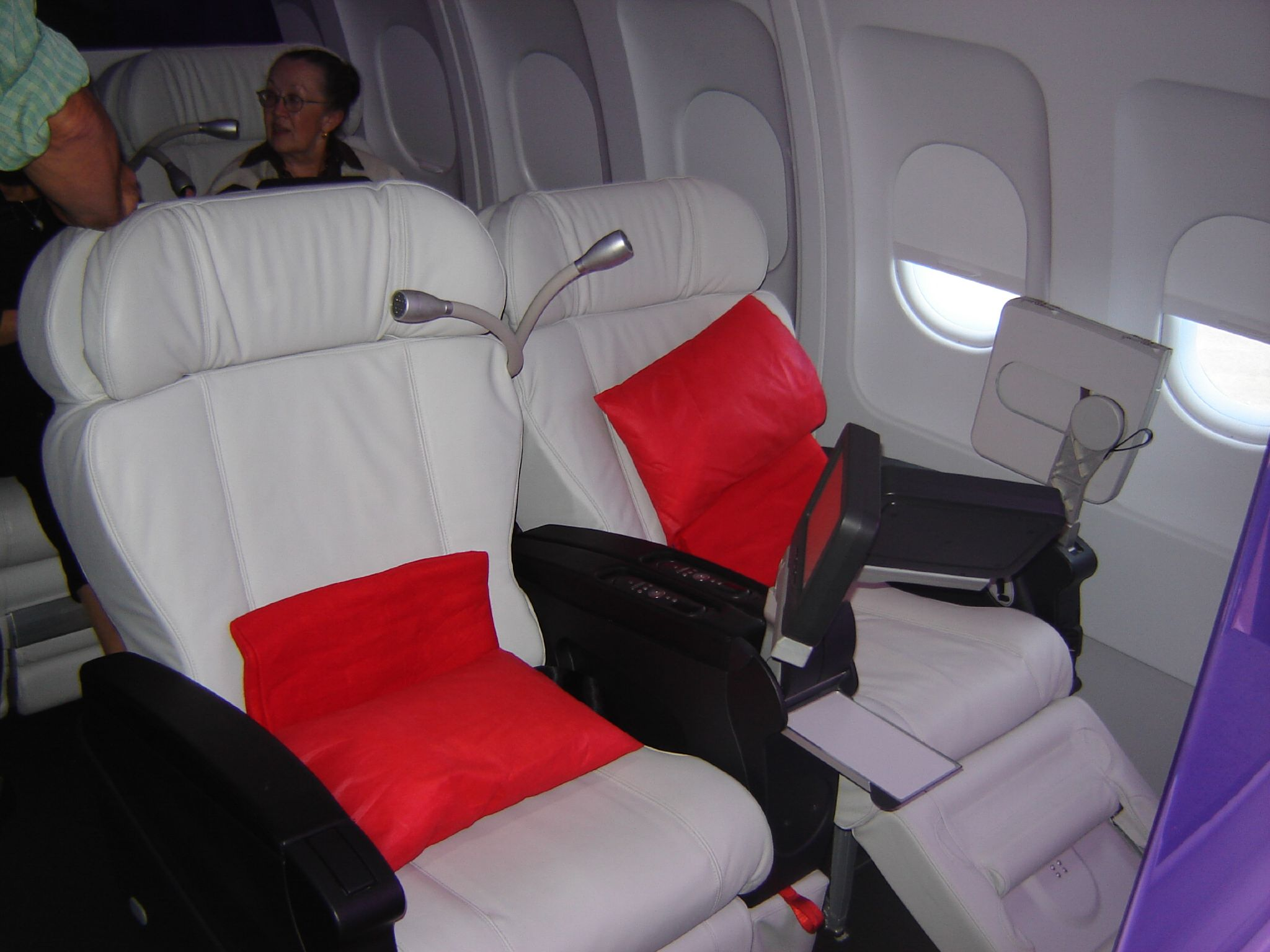
버진 아메리카의 퍼스트 클래스

퍼스트 클래스는 전후 55인치, 가로폭은 28인치, 전 좌석에 마사지 기능 등이 붙여있다. 기내식이나 술도 무료로 제공된다. 영화를 보거나 게임도 할 수 있다.

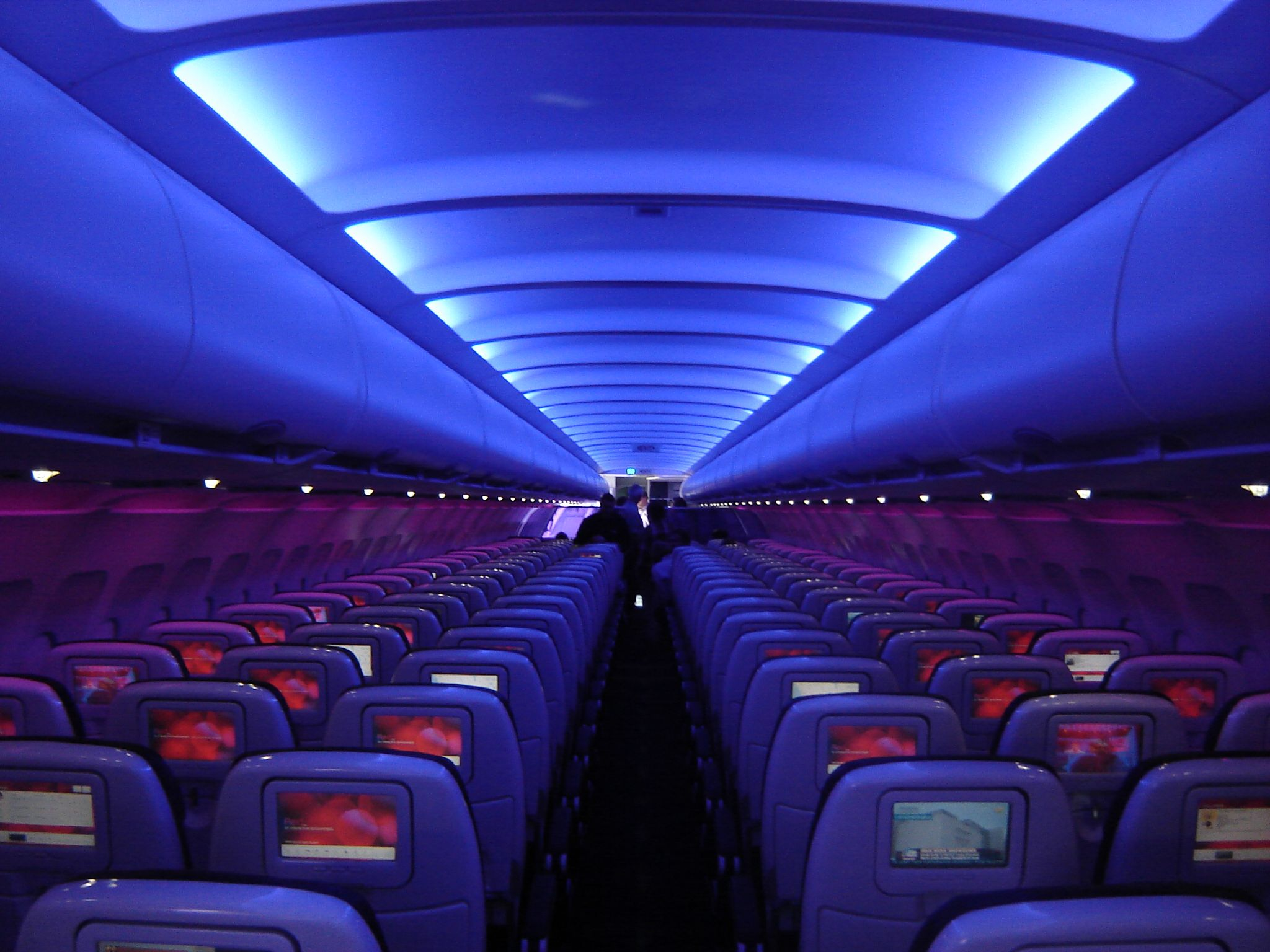
버진 아메리카의 이코노미 클래스

이코노미 클래스는 전후 32인치, 가로폭은 19.7인치, 전원 등이 붙어있다. 영화 등은 보는 만큼 지불하는 페이퍼 뷰(영어: Pay-per-view, PPV) 방식으로 유료이고 위성방송은 무료이다. 청량음료(영어: soft drink)는 무료이지만 식사나 술은 유료이다.

## 같이 보기
- 유나이티드 셔틀
- 휴즈 에어웨스트
- 퍼시픽 사우스웨스트 항공
- 미국의 없어진 항공사 목록

## 사진

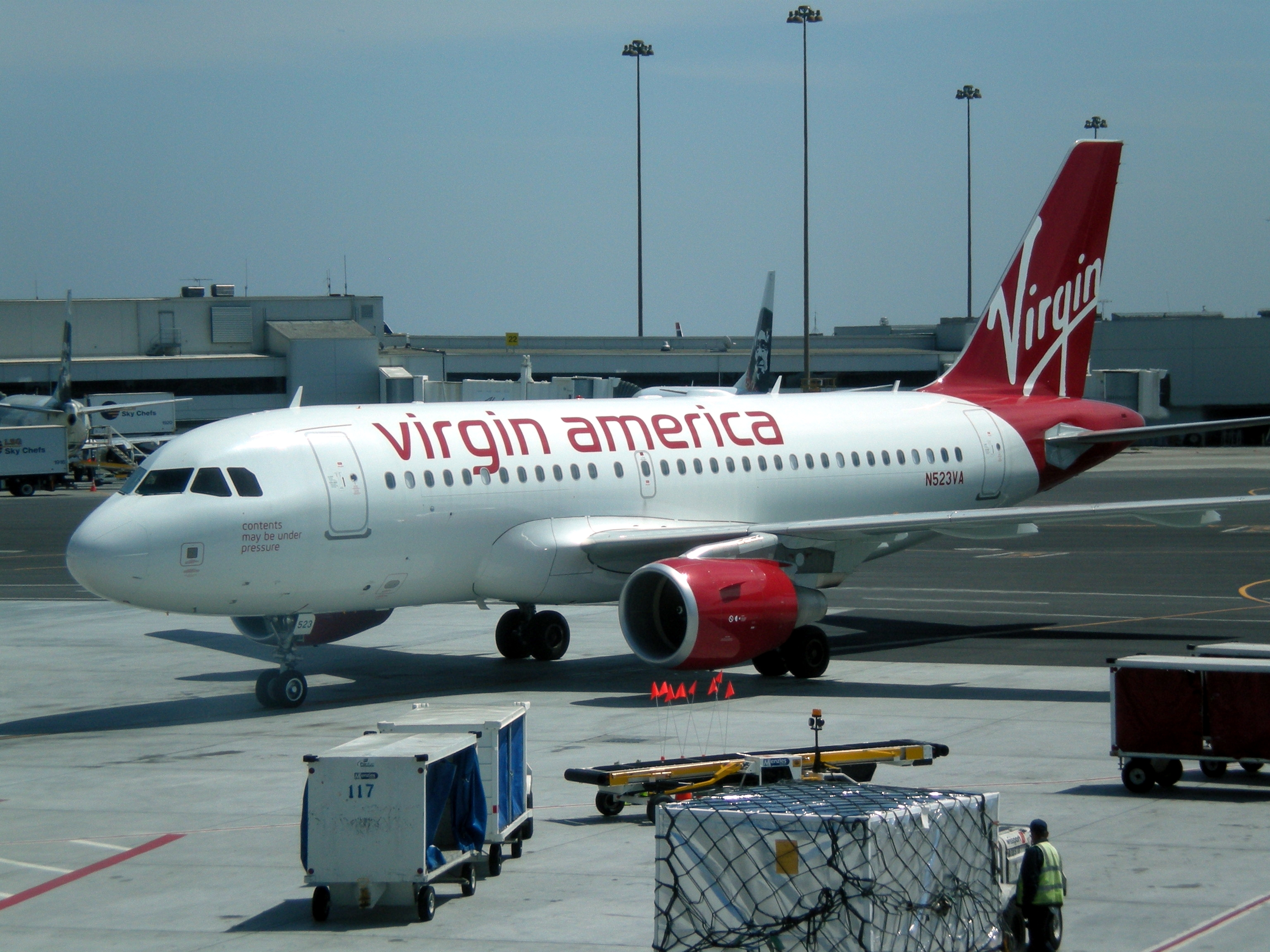
버진 아메리카의 에어버스 A319-100
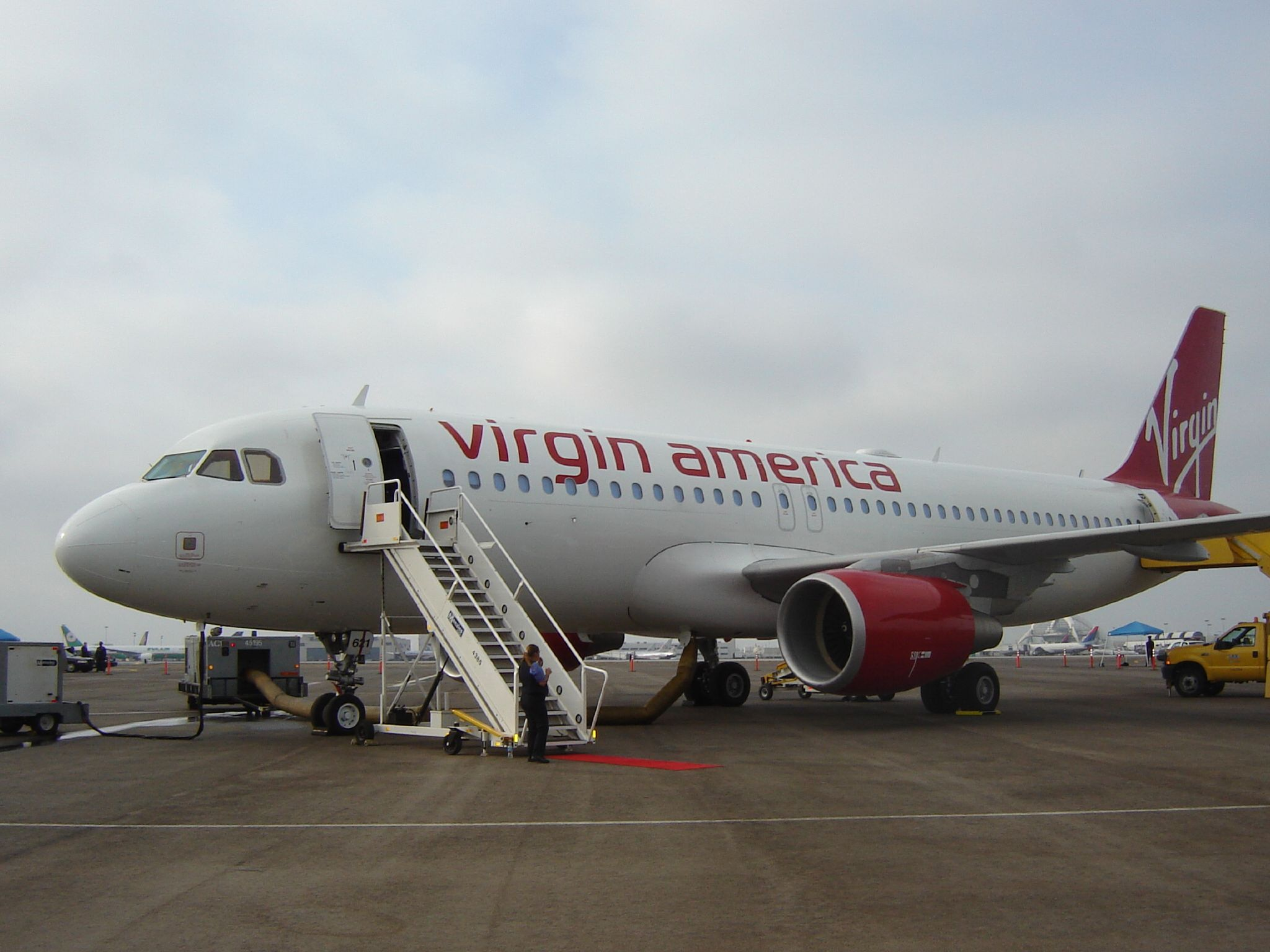
버진 아메리카의 에어버스 A320-200
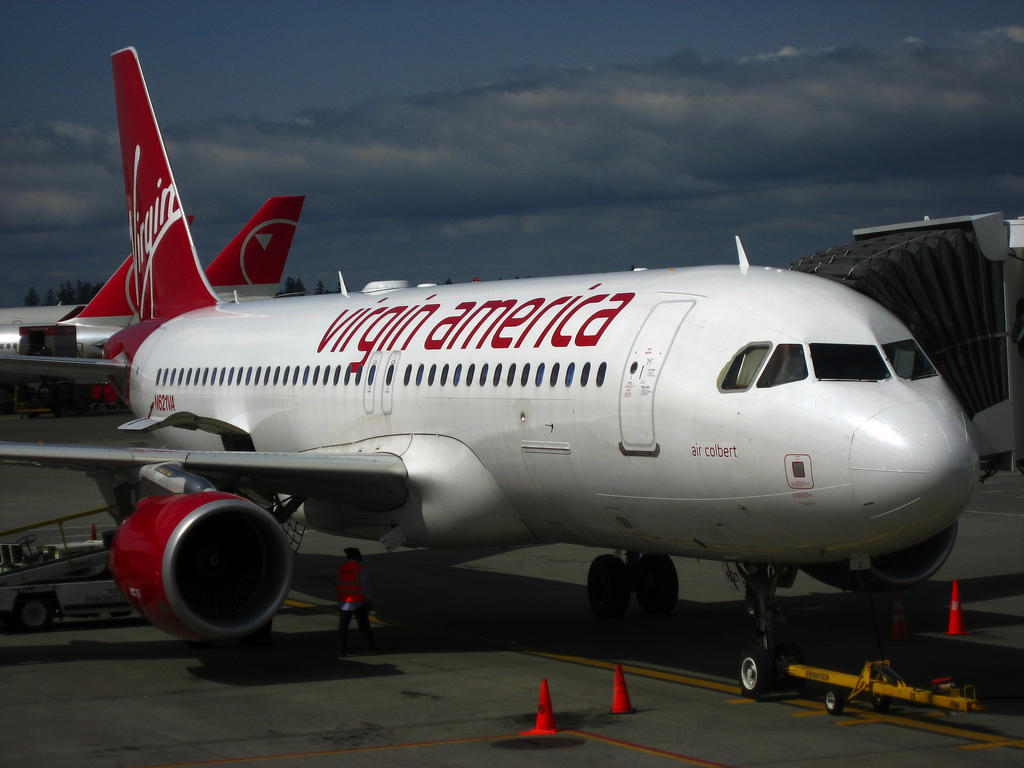
버진 아메리카의 에어버스 A320-200